# Parablennius laticlavius
Parablennius laticlavius es una especie de pez de la familia Blenniidae en el orden de los Perciformes.

## Morfología
• Los machos pueden llegar alcanzar los 8 cm de longitud total.

## Distribución geográfica
Se encuentra en Australia (Nueva Gales del Sur) y Nueva Zelanda (Islas Kermadec)